# Dodge City (filme)
Dodge City (bra: Uma Cidade que Surge ou Surge uma Cidade; prt: Vida Nova) é um filme estadunidense de 1939, do gênero faroeste, dirigido por Michael Curtiz, e estrelado por Errol Flynn, Olivia de Havilland e Ann Sheridan. Baseado em uma história de Robert Buckner, o filme é sobre um caubói do Texas que testemunha a situação irregular e brutal de Dodge City, no Kansas, e assume o cargo de xerife para limpar a cidade. Filmado em Technicolor, a produção foi um dos filmes de maior bilheteria do ano.
O filme foi o primeiro faroeste estrelado por Flynn e o segundo estrelado por de Havilland, além de ser o quinto dos oito filmes que os dois co-estrelaram juntos. Várias cenas foram gravadas em Thousand Oaks, incluindo no atual Wildwood Regional Park.

## Sinopse
Wade Hatton (Errol Flynn), um caubói solitário, ajudou a fundar Dodge City, que antes era conhecida como uma típica cidade do Velho Oeste. Após alguns anos, ele retorna à cidade e descobre que o lugar se transformou num antro repleto de ilegalidade e bandidos, liderados por Jeff Surrett (Bruce Cabot). Hatton é incitado a se tornar o novo xerife, mas recusa a oferta. No entanto, os desmandos dos bandidos de Surrett o fazem mudar rapidamente de ideia. Com seu novo cargo, Hatton e os bandidos iniciam uma acirrada disputa, ao mesmo tempo em que o xerife aproxima-se da bela Abbie Irving (Olivia de Havilland).

## Elenco
- Errol Flynn como Wade Hatton
- Olivia de Havilland como Abbie Irving
- Ann Sheridan como Ruby Gilman
- Bruce Cabot como Jeff Surrett
- Frank McHugh como Joe Clemens
- Alan Hale como Rusty
- John Litel como Matt Cole
- Henry Travers como Dr. Irving
- Henry O'Neill como Coronel Grenville M. Dodge
- Victor Jory como Yancy
- William Lundigan como Lee Irving
- Guinn "Big Boy" Williams como Tex Baird
- Bobs Watson como Harry Cole
- Gloria Holden como Sra. Cole
- Douglas Fowley como Munger
- Georgia Caine como Sra. Irving
- Charles Halton como Advogado de Surrett
- Ward Bond como Bud Taylor
- Cora Witherspoon como Sra. McCoy
- Russell Simpson como Jack Orth
- Monte Blue como John Barlow
- Clem Bevans como Charley, o barbeiro (não-creditado)

## Produção
As cenas da ferrovia foram filmadas na transportadora Sierra Railroad, no Condado de Tuolumne, na Califórnia.

## Recepção

### Bilheteria
Embora Errol Flynn estivesse preocupado em como o público reagiria ao vê-lo em um faroeste, a produção foi um grande sucesso, sendo o filme mais popular da Warner Bros. de 1939.
De acordo com os registros da Warner Bros., o filme arrecadou US$ 1.688.000 nacionalmente e US$ 844.000 no exterior, totalizando US$ 2.532.000 mundialmente. O retorno lucrativo da produção foi de US$ 1.471.000.